# Highfield-Cascade
Highfield-Cascade és una concentració de població designada pel cens dels Estats Units a l'estat de Maryland. Segons el cens del 2000 tenia 1.141 habitants.

## Demografia
Segons el cens del 2000, Highfield-Cascade tenia 1.141 habitants, 440 habitatges, i 315 famílies. La densitat de població era de 259,1 habitants/km².
Dels 440 habitatges en un 34,3% hi vivien nens de menys de 18 anys, en un 56,8% hi vivien parelles casades, en un 9,3% dones solteres, i en un 28,2% no eren unitats familiars. En el 24,1% dels habitatges hi vivien persones soles el 9,5% de les quals corresponia a persones de 65 anys o més que vivien soles. El nombre mitjà de persones vivint en cada habitatge era de 2,59 i el nombre mitjà de persones que vivien en cada família era de 3,07.
Per edats la població es repartia de la següent manera: un 26,9% tenia menys de 18 anys, un 6,4% entre 18 i 24, un 33,7% entre 25 i 44, un 21,3% de 45 a 60 i un 11,7% 65 anys o més.
L'edat mediana era de 36 anys. Per cada 100 dones de 18 o més anys hi havia 99 homes.
La renda mediana per habitatge era de 35.833 $ i la renda mediana per família de 53.036 $. Els homes tenien una renda mediana de 32.813 $ mentre que les dones 26.106 $. La renda per capita de la població era de 18.969 $. Entorn del 5,2% de les famílies i el 5,1% de la població estaven per davall del llindar de pobresa.

## Poblacions més properes
El següent diagrama mostra les poblacions més properes.